# Encant (mercat)

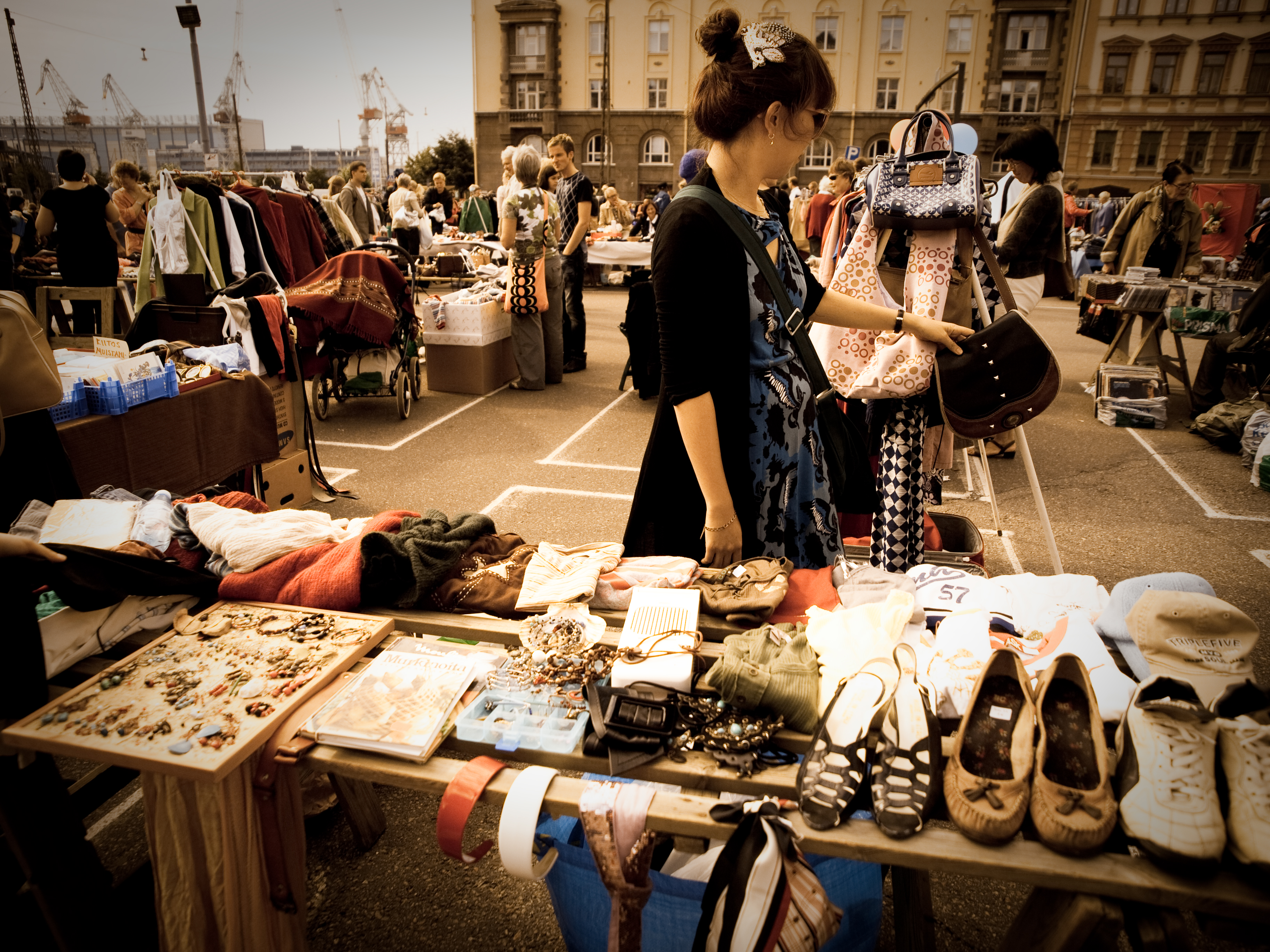
Mercat públic a Hietalahdentori, Hèlsinki, Finlàndia.

Un encant o mercat a l'encant és un lloc on es venen coses velles o es fa una venda pública d'objectes a l'encant o subhasta. S'hi lloga espai per a les persones, per vendre o intercanviar mercaderies, sovint antiguitats, de segona mà o de baixa qualitat. Aquest tipus de mercat es correspon a marché aux puces francès i al  flea market anglès. Altres noms per aquest tipus de mercat són rastro, mercat solidari, mercat d'antiguitats o mercat de brocanters.

## Etimologia
La paraula «encant» fa referència a la subhasta pública de mercaderies que s'hi realitza alguns dies prefixats.

## Història
Les vendes a l’encant han estat habituals al llarg del temps. En l’obra la Guerra de les Gàl·lies (llibre) hi ha un exemple  concret d’un fet que es repetia amb els botins de guerra: tota una ciutat, inclosos els habitants podien ser venuts a l’encant. També Ramon Muntaner escrigué de la venda a l'encant de cavalls i presoners.
Pel que fa a la venda d'objectes confiscats a Intramuros de Manila per part dels anglesos, Sotheby's Londres ha estat coneguda per organitzar diverses subhastes d'objectes. Aquest tipus d'actes va ser comú en èpoques de conflictes, on es confiscaven i venien objectes culturals i de valor .

## Encants de Barcelona

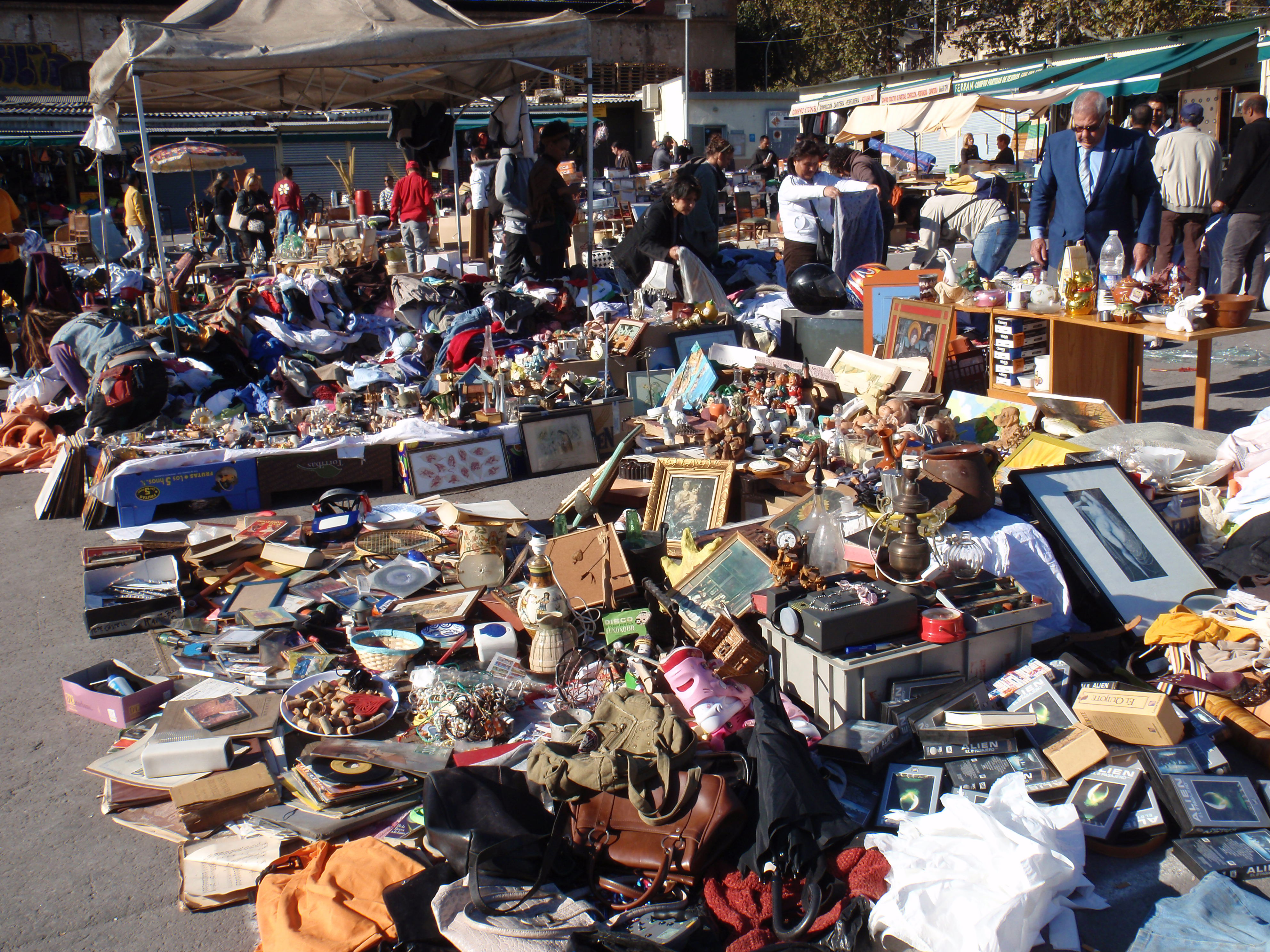
El Encants vells

La fira de Bellcaire de Barcelona és un dels mercats més antics del continent europeu, i algunes referències daten el seu origen en el segle xiv. Els Encants, nascuts durant l'ocupació napoleònica, eren un mercat dominical d'andròmines i roba vella a la part alta de la Rambla, per damunt del Palau Moja. Posteriorment, s'instal·laven tres feiners per setmana darrera la Llotja, a la plaça de Sant Sebastià (actualment Idrissa Diallo), i també a la plaça de la Constitució, l'actual plaça de Sant Jaume.
L'any 1928 va traslladar-se al nord de la plaça de les Glòries Catalanes, entre els carrers d'Independència, Cartagena, Consell de Cent i Gran Via. La fira era coneguda popularment com els Encants Vells, per a diferenciar-la dels Encants Nous, galeria comercial inaugurada l'any 1931 a iniciativa d'un grup de paradistes, i ubicada en un indret proper, al carrer del Dos de Maig entre els de València i Aragó.

## Marché aux puces de Saint-Ouen

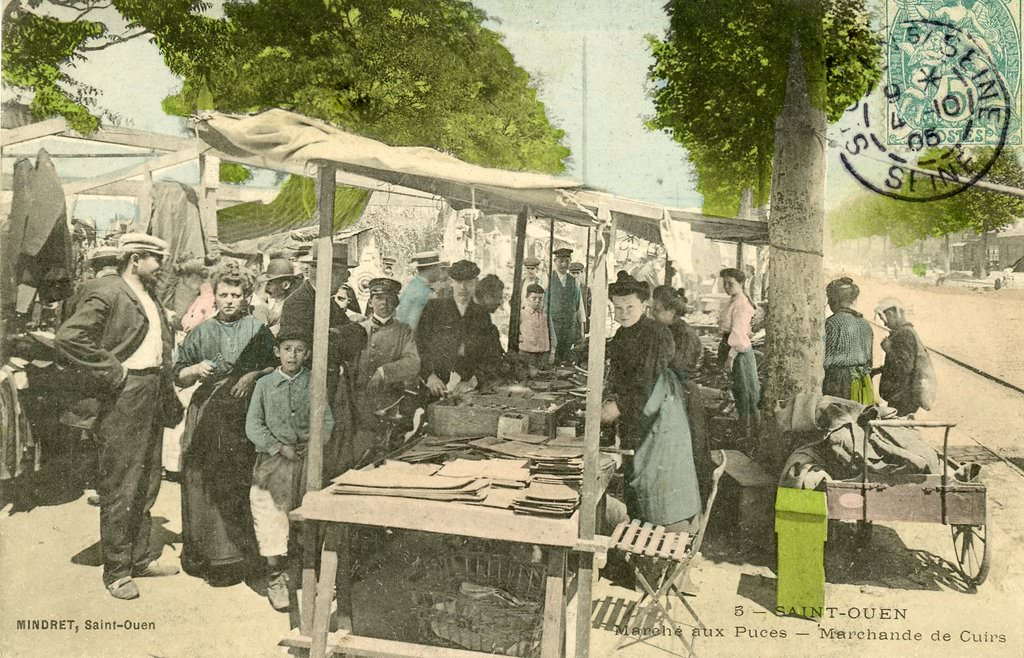
Saint-Ouen : mercat de puces.

El mercat de les puces de Saint-Ouen és una col·lecció de mercats agrupats en un barri de la ciutat de Saint-Ouen-sur-Seine, a la vora de París. Aquests diferents mercats reuneixen prop de 2.000 comerciants en 7 hectares. Ofereixen principalment articles antics, però també articles de roba i venda de garatge. És el mercat d'art i antiguitats líder del món, amb 5 milions de visitants a l'any
Els orígens del mercat de puces es remunten a l'any 1885, arran del decret del prefecte Eugène Poubelle que prohibeix el dipòsit d'escombraries a les portes dels edificis de París. Els drapaires es van establir a la plana de Malassis, terra contigua a les fortificacions de París.

## El Rastro de Madrid

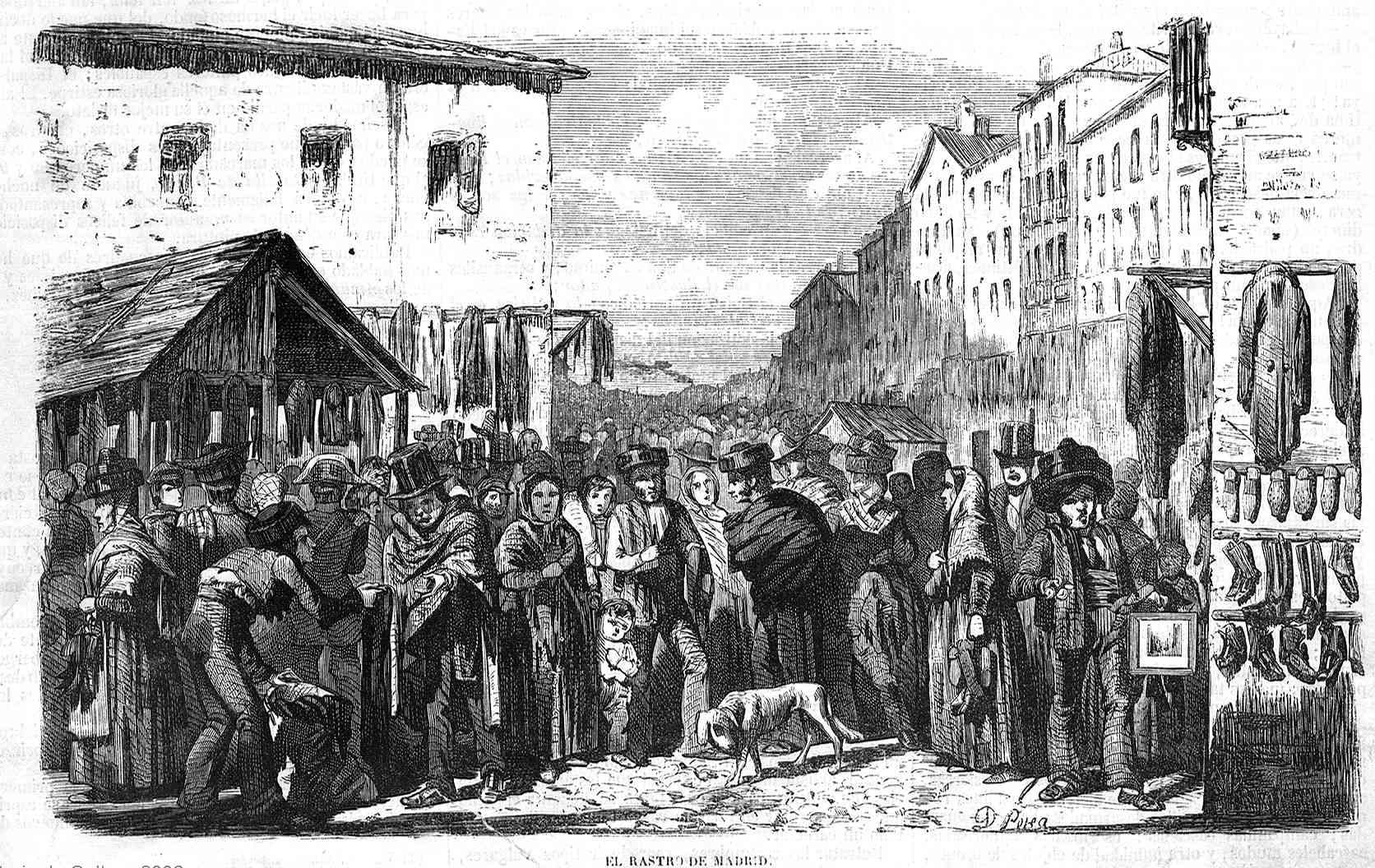
El Rastre de Madrid de Daniel Perea (El Museu Universal, 1859)

El Rastro de Madrid, o simplement El Rastro, és un mercat exterior, originalment d'objectes de segona mà, que es munta els matins dels diumenges i festius al barri d'Ambaixadors, al centre històric de la capital d'Espanya.] Va néixer cap a 1740 entorn de l'Escorxador de la Vila, ocupant les voreres de la costa del carrer de la Ribera de Curtidores, com un mercat ambulant semi-clandestí de venda d'objectes usats (barats).
En el Rastro es pot trobar una gran varietat de productes (nous i usats). Diverses botigues d'antiguitats de la zona també estan obertes els diumenges.